# Abzac (Charente)
Abzac è un comune francese di 522 abitanti situato nel dipartimento della Charente, nella regione della Nuova Aquitania.

## Società

### Evoluzione demografica
Abitanti censiti